# Иния Тринкуниене
Иния Тринкуниене (на литовски: Inija Trinkūnienė; родена на 25 октомври 1951 г. в Келме) е литовска фолклористка и психоложка.
От 2014 г. е водачка (висша жрица) на литовската неоезическа общност Ромува. Съпруга е на основателя на общността Йонас Тринкунас, с когото са основатели и ръководители на фолклорния музикален ансамбъл „Кулгринда“.

## Биография
Завършва гимназия в Келме през 1969 г. и Философския факултет на Вилнюския университет, специалност „Психология“, през 1974 г. Работи като социолог в Института по философия и социология във Вилнюс. През 1990 г. заедно със съпруга си Йонас Тринкунас, ръководител на религиозната езическа общност Ромува от 1988 до 2014 г., основава ансамбъла за литовска народна музика и хорово пеене „Кулгринда“. Семейстото има четири деца: Римгайле, Ветра, Угне и Индре.
През цялата си академична кариера Тринкуниене се занимава с изследвания в областта на народната култура. Има над 60 научни статии, участва в научни конференции в Литва и в чужбина. През 2004 – 2013 г. е член на Съвета за защита на народната култура към Сейма на Република Литва. След смъртта на съпруга си оглавява „Ромува“ и става председател на Европейския конгрес по етнически религии. След пенсионирането си през 2016 г. се занимава изключително с работа в общността.
Почетен доктор е на Университета Дев Санскрити Вишвавидялая (Утаракханд, Индия).